# Гордєєвка (Троїцький район)
Гордє́євка (рос. Гордеевка) — село у складі Троїцького району Алтайського краю, Росія. Входить до складу Хайрюзовської сільської ради.

## Населення
Населення — 157 осіб (2010; 257 у 2002).
Національний склад (станом на 2002 рік):
- росіяни — 92 %